# Eclesiología católica
La eclesiología católica es el estudio teológico de la Iglesia católica, su naturaleza, organización y su "lugar distintivo en la economía de la salvación en el cristianismo a través de Jesucristo". Dicho estudio muestra un desarrollo progresivo a lo largo del tiempo que se describe con más detalle en la revelación o en la filosofía. En este caso nos centraremos en el período previo y posterior al Concilio Vaticano II (1962-1965).

## Communitas Perfecta
La doctrina de la Communitas Perfecta ("Comunidad Perfecta") o de la Societas Perfecta ("Sociedad Perfecta") enseña que la Iglesia es una sociedad autosuficiente o independiente que ya dispone de todos los recursos y condiciones necesarios para alcanzar su objetivo general (fin último) de la salvación universal de todos los pueblos. Históricamente se ha utilizado para definir mejor las relaciones Iglesia-Estado. Sus orígenes se encuentran en la filosofía política aristotélica, aunque su adaptación a la eclesiología fue realizada por los escolásticos. La doctrina fue ampliamente utilizada en los círculos neoescolásticos antes del Concilio Vaticano II.

## Cuerpo de Cristo
Este planteamiento de Pío XII superaba el modelo de "sociedad perfecta" para pasar al de "Cuerpo Místico de Cristo", denominación histórica que se explica más ampliamente en este documento, identificando el Cuerpo de Cristo con la Iglesia católica de un modo que repetiría el Concilio Vaticano II.  Lumen gentium, tras mencionar a "Cristo, presente entre nosotros en su Cuerpo, que es la Iglesia" (14), pasa a hablar de quienes están plenamente incorporados (14), unidos (15) y relacionados (16) con la Iglesia. Esta idea más amplia de la Iglesia se desarrolla en el segundo capítulo de Lumen gentium sobre el "Pueblo de Dios".
El decreto del concilio sobre el ecumenismo, Unitatis redintegratio, declara que "El Espíritu de Cristo no se ha abstenido de utilizar [iglesias y comunidades separadas] como medio de salvación" (párrafo 3). Esto va más allá de la afirmación de Mystici Corporis Christi que dice de los no católicos que "por un deseo y anhelo inconscientes tienen cierta relación con el Cuerpo Místico del Redentor" (párr. 103). Se puede decir que Pío XII popularizó la noción de la Iglesia como Cuerpo de Cristo, que ya estaba presente en los escritos de San Pablo en el Nuevo Testamento.

## Pueblo de Dios
El segundo capítulo de Lumen gentium se titula "Sobre el pueblo de Dios". Pueblo evita disputas de pertenencia: hay varias formas de asociación; véase Cuerpo de Cristo más arriba, que procede de este capítulo. Dado que este capítulo de Lumen gentium es anterior al capítulo 3 "Sobre la estructura jerárquica de la Iglesia y, en particular, sobre el episcopado", los comentaristas observan que desvía la atención de la jerarquía hacia los laicos, declarando que el Espíritu Santo "distribuye gracias especiales entre los fieles de todo rango. Por medio de estos dones, los hace aptos y preparados para asumir las diversas tareas y oficios que contribuyen a la renovación y edificación de la Iglesia" (12).
Esto se describe como un "juicio acogedor sobre una gran masa de experimentación teórica y práctica que clama por reconocimiento... . La vida de la Iglesia no fluye desde el Papa a través de BB y el clero a un laicado pasivo.  Brota de las bases del Pueblo de Dios, y la función de la autoridad es la coordinación, la autentificación y, en casos excepcionales, el control" .

## Subsistencia
La subsistencia es la doctrina según la cual la Iglesia de Cristo "subsiste en" la Iglesia católica.
Subsistit in es un término tomado de Lumen gentium párrafo 8, y pretende reconocer que los elementos eclesiales de la Iglesia católica también pueden encontrarse en otros lugares:

Esta Iglesia constituida y organizada en el mundo como sociedad, subsiste en la Iglesia católica, gobernada por el sucesor de Pedro y por los obispos en comunión con él, aunque muchos elementos de santificación y de verdad se encuentran fuera de su estructura visible.

La comisión teológica ha afirmado que "los elementos que se mencionan conciernen no sólo a los individuos, sino también a sus comunidades; en este hecho se sitúa precisamente el fundamento del movimiento ecuménico".
Quienes insisten en que se trata de una evolución de la doctrina de la Iglesia suelen comentar que el Concilio Vaticano II no dijo que la Iglesia de Cristo "es" la Iglesia católica. Sin embargo, en otro documento promulgado el mismo día (21 de noviembre de 1964) como Lumen gentium, el Concilio se refirió de hecho a "la Santa Iglesia Católica, que es el Cuerpo Místico de Cristo" (Decreto Orientalium ecclesiarum, 2). Aquí se utiliza la expresión convencional tradicional "es", cuya claridad puede servir para interpretar la posible ambigüedad de la frase "subsiste en". Por otra parte, el decreto del concilio sobre el Ecumenismo afirmaba que "todos los que han sido justificados por la fe en el Bautismo son miembros del cuerpo de Cristo", aunque presumiblemente incluyendo sólo a aquellos que, de buena fe, no suponen un obstáculo ("obex") a la realidad del Sacramento por cisma o herejía, como enseñaba Santo Tomás de Aquino.
El Concilio Vaticano II también afirma explícitamente que la única Iglesia verdadera "es" la Iglesia católica en su Decreto sobre las Iglesias orientales; por tanto, el Concilio no ve ninguna diferencia esencial, o al menos considera compatibles, los términos "es" y "subsiste en". Reivindicar la identidad de la Iglesia católica con el cuerpo de Cristo va en contra de la concepción presentada por eclesiólogos más liberales, como Yves Congar, George Tavard, Joseph A. Komonchak y Francis A. Sullivan.

## Iglesia militante, purgante y triunfante
Estos términos no se usaban para describir a la Iglesia ni en el Catecismo de Baltimore de 1885 ni en el Catecismo de la Iglesia Católica de 1992. Pero este último describe lo que se quiere decir aquí cuando dice: "En la actualidad, algunos de sus discípulos son peregrinos en la tierra. Otros han muerto y están siendo purificados, mientras que otros están en la gloria"  Estos dos últimos se conmemoran el Día de los Fieles Difuntos (2 de noviembre) y el Día de Todos los Santos (1 de noviembre).

## Crítica de la eclesiología católica

### Ortodoxos orientales
Roger Haight caracteriza la diferencia de eclesiologías como "el contraste entre un papa con jurisdicción universal y una combinación de superestructura patriarcal con una eclesiología de comunión episcopal y sinodal análoga a la encontrada en  san Cipriano"

### Anglicanos
Según la teoría de las ramas, actualmente existen ramas de la única Iglesia de Cristo, cada una de las cuales sostiene la fe de la Iglesia indivisa original y mantiene la Sucesión apostólica de sus obispos.  Mientras que algunos limitan esto a tres ramas, Católica Romana, Ortodoxia bizantina y Comunión Anglicana, otros incluyen las iglesias Iglesias ortodoxas orientales, Iglesia de Oriente, Iglesia católica antigua y Luterana.  La Iglesia Católica ha condenado específicamente la Teoría de las Ramas.

### Protestantes
Muchas iglesias cristianas no tienen nada parecido a la celebración dominical católica de la Misa como sacrificio. Esto lleva a una comprensión diferente del papel del ministro dentro de estas iglesias. Al mismo tiempo, la noción del sacerdocio está evolucionando dentro de la iglesia católica, incluso cuando la comprensión de sacrificio se enfrenta al desarrollo.